# Till Brönner
Pour les articles homonymes, voir Brönner.
Till Brönner est un trompettiste de jazz allemand né le 6 mai 1971 à Viersen (Allemagne). Il est également chanteur, producteur, arrangeur et compositeur. Son style  mêle le bebop et le jazz fusion, en incluant des influences de musique pop, de musiques de films (en particulier celles des vieux films allemands), de musique country et même de chansons allemandes de carnaval.
Till Brönner a  grandi à Rome. Il a étudié la trompette classique à Bonn-Bad Godesberg (Allemagne), à l'école jésuite Aloisiuskolleg, avant de s'intéresser à la trompette jazz à l'académie de musique de Cologne avec pour professeurs Jiggs Whigham et Jon Eardley.
En 1993, il sort son 1er album Generations of Jazz, enregistré avec Ray Brown, Jeff Hamilton, Frank Chastenier et Grégoire Peters, qui obtient de nombreuses récompenses ("Preis der Deutschen Schallplattenkritik" et "Preis der Deutschen Plattenindustrie").
Au cours de sa carrière, il a l'occasion de travailler avec Dave Brubeck, James Moody, Monty Alexander, Aki Takase, Joachim Kühn, Chaka Khan, Natalie Cole, Tony Bennett, Ray Brown, Johnny Griffin, Ernie Watts, Klaus Doldinger, Nils Landgren, Al Foster, Melody Gardot et d'autres encore.
En 2006, paraît son album Oceana, sur lequel il invite les chanteuses Madeleine Peyroux, Luciana Souza et Carla Bruni.
En 2007, The Christmas album, ou il reprend des chants de noel avec la participation d'artiste tel que Franck McComb, Stevie Woods, Kim Sanders, Don Grusin, Curtis Stigers, Yvonne Catterfeld, Franck Chastenier, Chris Botti, Dominic Miller, The New York Voices and Deutsches Symphonie-Orchester Berlin est un succès en Allemagne ainsi que sur Internet.
En 2008, Rio avec Annie Lennox, Aimee Mann, Sérgio Mendes, Milton Nascimento, Melody Gardot, Vanessa da Mata, Luciana Souza, Kurt Elling, connait un succès plus Européen (Allemagne, France, R.U...).
En 2010, l'Album Officiel de la coupe du monde de Foot en Afrique Du Sud où il compose une des trois Chansons Officielles de la compétition, intitulé Win The World en collaboration avec Hugh Masekela and Beukes Willemse of Livingston devient le plus gros succès de sa jeune et talentueuse carrière.
Fin 2010, At The And Of Day paraît en Allemagne et sur Internet.

## Discographie
- 1993 : Generations of Jazz
- 1995 : My Secret Love
- 1996 : German Songs
- 1997 : Midnight (avec Michael Brecker et Dennis Chambers)
- 1998 : Love
- 2000 : Chattin with Chet (A Tribute to Chet Baker)
- 2001 : Jazz Seen (O.S.T.)
- 2002 : Blue Eyed Soul
- 2004 : That Summer
- 2004 : Höllentour (O.S.T.)
- 2006 : Oceana
- 2007 : The Christmas album
- 2008 : Rio
- 2009 : German Songs (New Reedition)
- 2010 : Album Officiel de la coupe du monde de Foot en Afrique Du Sud
- 2010 : At The End Of Day
- 2016 : The good Life
- 2018 : Nightfall

### DVD
- 2005 A Night In Berlin